# Rancourt-sur-Ornain
Rancourt-sur-Ornain település Franciaországban, Meuse megyében. Lakosainak száma 180 fő (2022. január 1.). Rancourt-sur-Ornain Alliancelles, Bettancourt-la-Longue, Vroil, Contrisson, Remennecourt és Revigny-sur-Ornain községekkel határos.

## Népesség
A település népessége az elmúlt években az alábbi módon változott:
| Lakosok száma | 275  | 236  | 232  | 207  | 210  | 203  | 191  | 184  | 180  | 180  |
|               | 1968 | 1982 | 1990 | 2006 | 2013 | 2015 | 2017 | 2019 | 2020 | 2022 |